# Karolinenfield
Karolinenfield ist eine Siedlung in der Gemeinde Remptendorf im Saale-Orla-Kreis in Thüringen.

## Geografie
Rundum Wald mitten hindurch eine Stromtrasse, unweit westlich der Weiler Lückenmühle und östlich liegen Schloss Burgk und das Dorf Burgk auch im Südostthüringer Schiefergebirge im Saaleumfeld. Die vorbeiführende Landesstraße 1102 von Ziegenrück-Liebschütz-Liebengrün-Remptendorf und Ebersdorf verbindet den Bauernhof mit den anderen Orten.

## Verkehr
Im Fahrplan 2017/18 ist Karolinenfield durch folgende Linie an den ÖPNV angebunden:
- Linie 620: Naila – Bad Lobenstein – Remptendorf – Karolinenfield – Ziegenrück

Die Linie wird von der KomBus betrieben.

## Geschichte
Der jetzige Bauernhofkomplex wurde einst 1790 urkundlich ersterwähnt.
Bekannt wurde der Ort unter anderem als Austragungsort des Thüringer 24-Stunden-Orientierungslaufs, welcher in den Jahren 2007 und 2015 dort stattfand.
Die Gemeinde Karolinenfield wurde am 1. April 1923 nach Remptendorf eingemeindet.